# Filon från Byzantion
Filon från Byzantion, Filon av Bysans eller Philo Mechanicus var en grekisk ingenjör. Hans exakta levnadsår är inte kända, men han verkade under andra hälften av 200-talet f.Kr. (Den Filon från Byzantion som skrev om världens sju underverk, under titeln De septem mundi miraculis, är en annan person som levde under 300- eller 400-talet.)
Ingenjören Filon skrev ett stort verk, Mechanike syntaxis - ungefär "Mekanikkompendium" - bestående av nio böcker varav delar finns bevarade. Annat har överlevt genom att de införlivats i arbeten av Vitruvius och arabiska författare. 
- Isagoge (εἰσαγωγή) en introduktion till matematik. Finns delvis bevarad på grekiska.
- Mochlica (μοχλικά), om allmän mekanik.
- Limenopoeica (λιμενοποιικά), om att bygga hamnar.
- Belopoeica (βελοποιικά), om artilleri. Finns bevarad på grekiska.
- Pneumatica (πνευματικά) om anordningar som drivs med luft eller vatten. Text härur om pneumatik översattes först till arabiska och därifrån till latin, varav den latinska versionen finns bevarad.
- Automatopoeica (αὐτοματοποιητικά), om mekaniska leksaker. Finns delvis bevarad på grekiska.
- Parasceuastica (παρασκευαστικά), om förberedning för belägring.
- Poliorcetica (πολιορκητικά), om konsten att utföra en belägning. Finns bevarad på grekiska.
- Peri Epistolon (περὶ ἐπιστολῶν), om hemliga brev.

Inom matematiken arbetade Filon på kubens fördubbling, vilket han behövde för vidareutveckling av katapulten.
Filon var lärjunge till Ktesibios. Han kom från Byzantium men levde och verkade i Jerusalem.